# Minolta Raw
Minolta RAW (Dateierweiterung *.MRW) ist das proprietäre Rohdatenformat von Digitalkameras des Herstellers Minolta bzw. Konica Minolta. Es wird unter anderem erzeugt von den Kameramodellen Dimage 5, 7, 7i, 7Hi, A1 und A2, A200, Dynax 5D, Dynax 7D.

## Dateiformat
Die Spezifikationen für das MRW-Format sind nicht frei zugänglich dokumentiert; die meisten Hilfsprogramme basieren daher auf den Ergebnissen von Reverse Engineering. Demnach ist eine MRW-Datei etwa folgendermaßen aufgebaut:
- MRM Block
  - PRD Block
  - TTW Block
  - WBG Block
  - RIF Block
  - PAD Block
- Image Data

## Hilfsprogramme
Einige Bildbearbeitungsprogramme unterstützen das Rohdatenformat direkt; zu diesen wenigen Programmen gehören Adobe Photoshop CS, Paint Shop Pro X und ThumbsPlus 6 Professional; für ältere Photoshop-Versionen und kompatible Programme müssen Plug-ins genutzt werden; ein Beispiel ist das MRWFormat plug-in for Photoshop. Minolta-RAW-Dateien können ansonsten mit der Software Dimage Viewer (DIVU) geöffnet und dann mit 8 Bit oder 16 Bit Farbtiefe in einem normierten Datenformat abgespeichert werden. Auch für die GNU-Software GIMP existiert ein Filter, das Gimp Plugin for Minolta RAW Files.
Zur Weiterverarbeitung können auch Hilfsprogramme anderer Hersteller verwendet werden, beispielsweise mit der Freeware OpenMAW von Russell Bozian, das  Minolta-RAW-Dateien in TIFF-Dateien mit eingebettetem ICC-Profil konvertiert. Ein weiteres Hilfsprogramm ist die Freeware Image Shifter, das ebenfalls Minolta-RAW-Dateien in TIFF-Dateien konvertiert und dafür zahlreiche Einstellmöglichkeiten bietet, sowie die Freeware RAW Deal und die leistungsfähigen Raw Shooter Essentials 2006 von Pixmantec.
Weiterhin ist die Konvertierung in das Adobe Digital Negative Format (DNG) möglich.